# Kyarana
Kyarana (ryska: Герана, azerbajdzjanska: Gərənə, Çərəkə) är en ort i Azerbajdzjan.   Den ligger i distriktet Bərdə Rayonu, i den centrala delen av landet, 240 km väster om huvudstaden Baku. Kyarana ligger 73 meter över havet och antalet invånare är 1 718.
Terrängen runt Kyarana är platt. Runt Kyarana är det ganska tätbefolkat, med 129 invånare per kvadratkilometer.. Närmaste större samhälle är Barda, 5,7 km söder om Kyarana.
Runt Kyarana är det i huvudsak tätbebyggt.